# Ramal Internacional de Valença

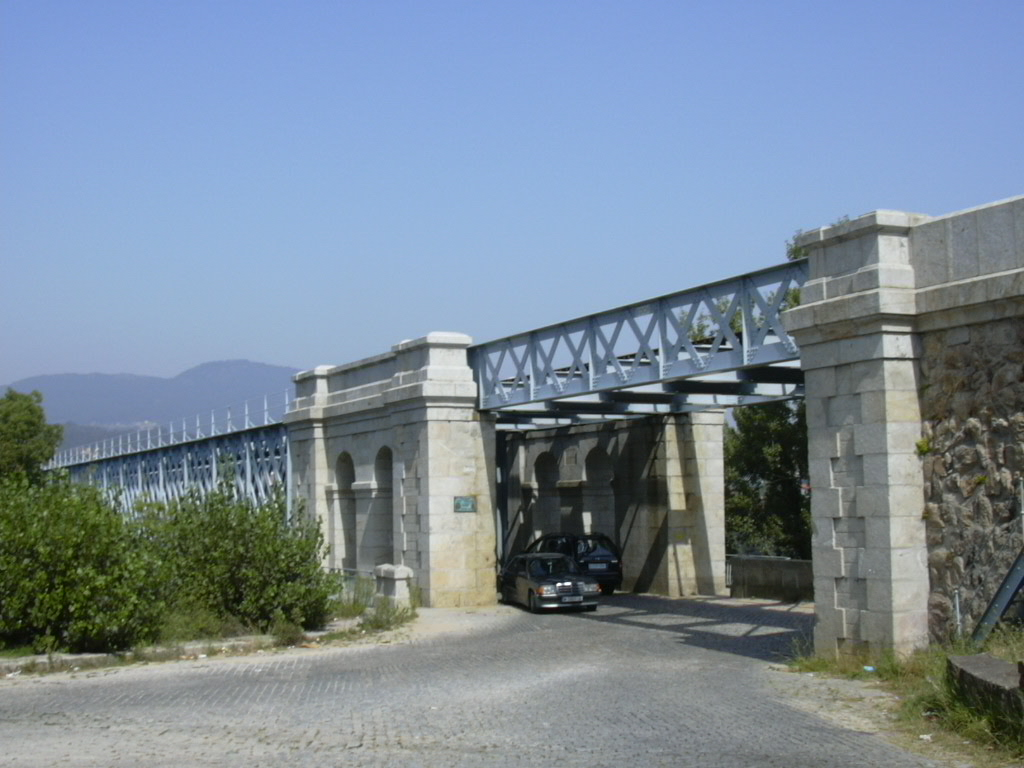
Puente rodo-ferroviario sobre el Río Miño, acceso norte.

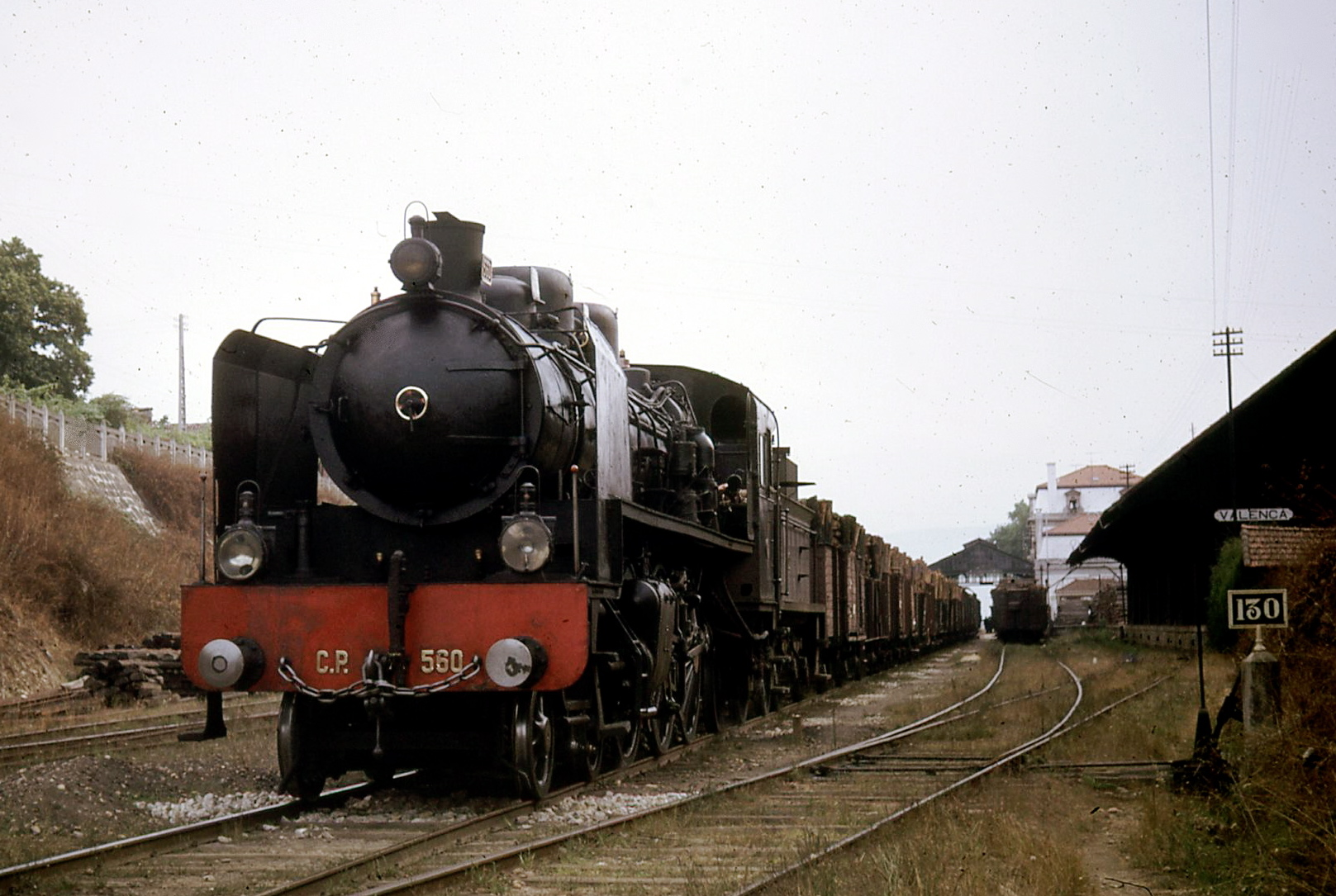
Locomotora CP 170 en la Estación de Valença en 1970.

La Línea Guillarey-Valença do Minho según Adif en España, llamada Ramal Internacional de Valença en la red ferroviaria portuguesa, es una línea de ferrocarril internacional, en ancho ibérico, que une la Línea del Miño en Valença, en el noroeste de Portugal, con el sistema ferroviario español en Vigo, en el suroeste de Galicia; fue concluida con la inauguración del Puente Internacional de Tuy, el 25 de marzo de 1886.

## Historia

### Construcción e inauguración
En España, la línea entre Tuy y Vigo entró en servicio el 17 de marzo de 1878, por la Compañía Medina-Zamora-Orense-Vigo, que también inauguró, en ese año, la conexión entre Tuy y Caldelas. Por su parte, la Línea del Miño llegó a Valença el 6 de agosto de 1882, construida por el Gobierno Portugués.
La construcción del Puente Internacional de Tuy, que posibilitó el atravesamiento del Río Miño, se inició en 1885, teniendo lugar la inauguración el 25 de marzo de 1886, estableciendo la conexión con la red ferroviaria española en Galicia.

### Servicios
En el verano de 1975, la transportista Red Nacional de Ferrocarriles Españoles operaba servicios mixtos de mercancías y pasajeros, de tipo ómnibus, entre Guillarey, Tuy y Valença, remolcados por locomotoras de las series 7000 y 5000; el tráfico de mercancías tenía que ser realizado de esta forma, debido a la reducida capacidad de carga del puente internacional. Se realizaron, por esta conexión, hasta finales de la década de 1980, convoyes de pasajeros, remolcados por locomotoras de las Series 10.300 o 10.800 de la Red Nacional de Ferrocarriles Españoles, por ser las únicas unidades de esta operadora autorizadas a atravesar el Puente Internacional de Tuy; estos fueron los únicos servicios de pasajeros efectuados por locomotoras de la Serie 10300.

## Fotografías

Fotografías del ramal en la zona fronteriza
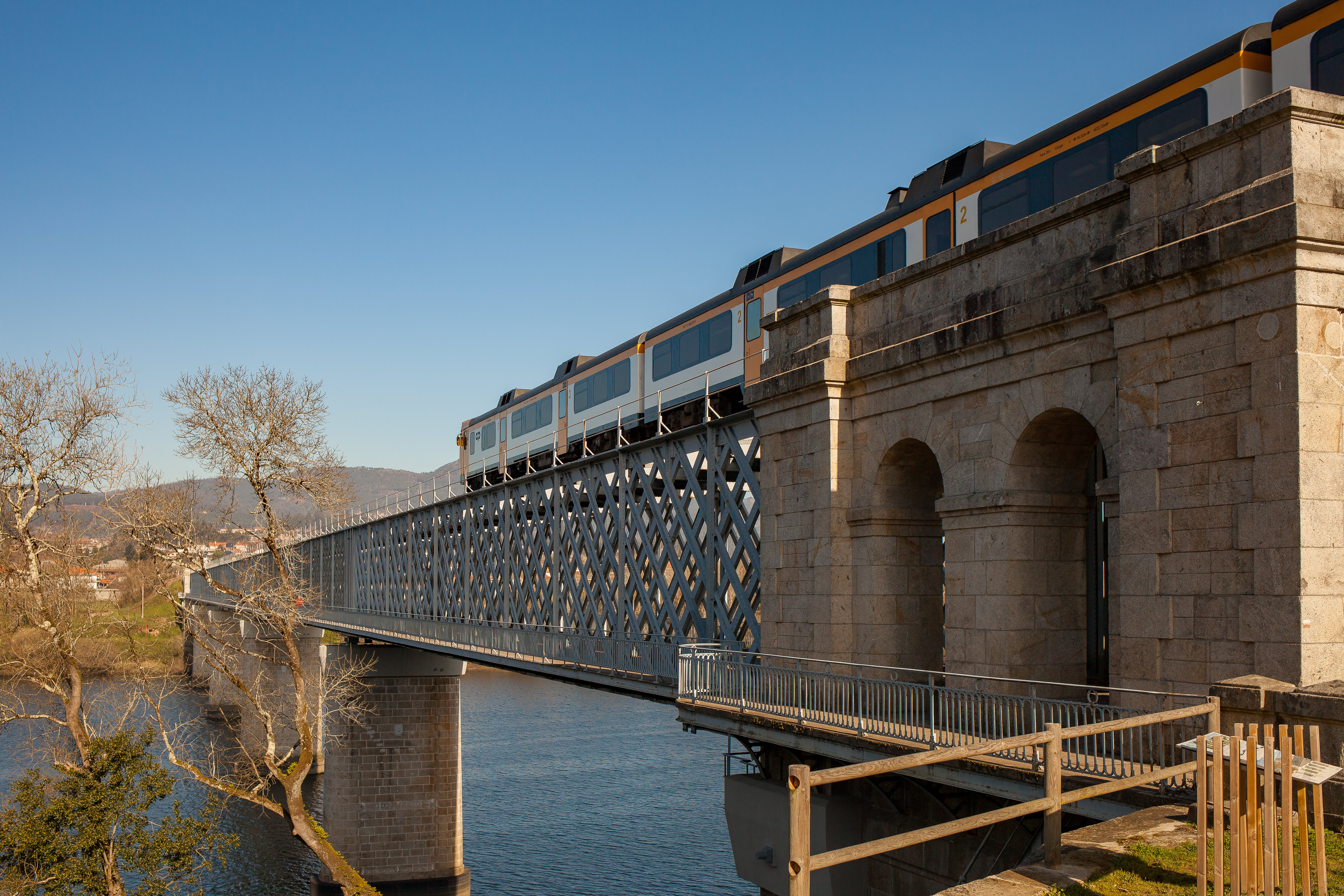
Puente internacional de Valença a Tuy, se ve un tren de CP cruzando hacia España.
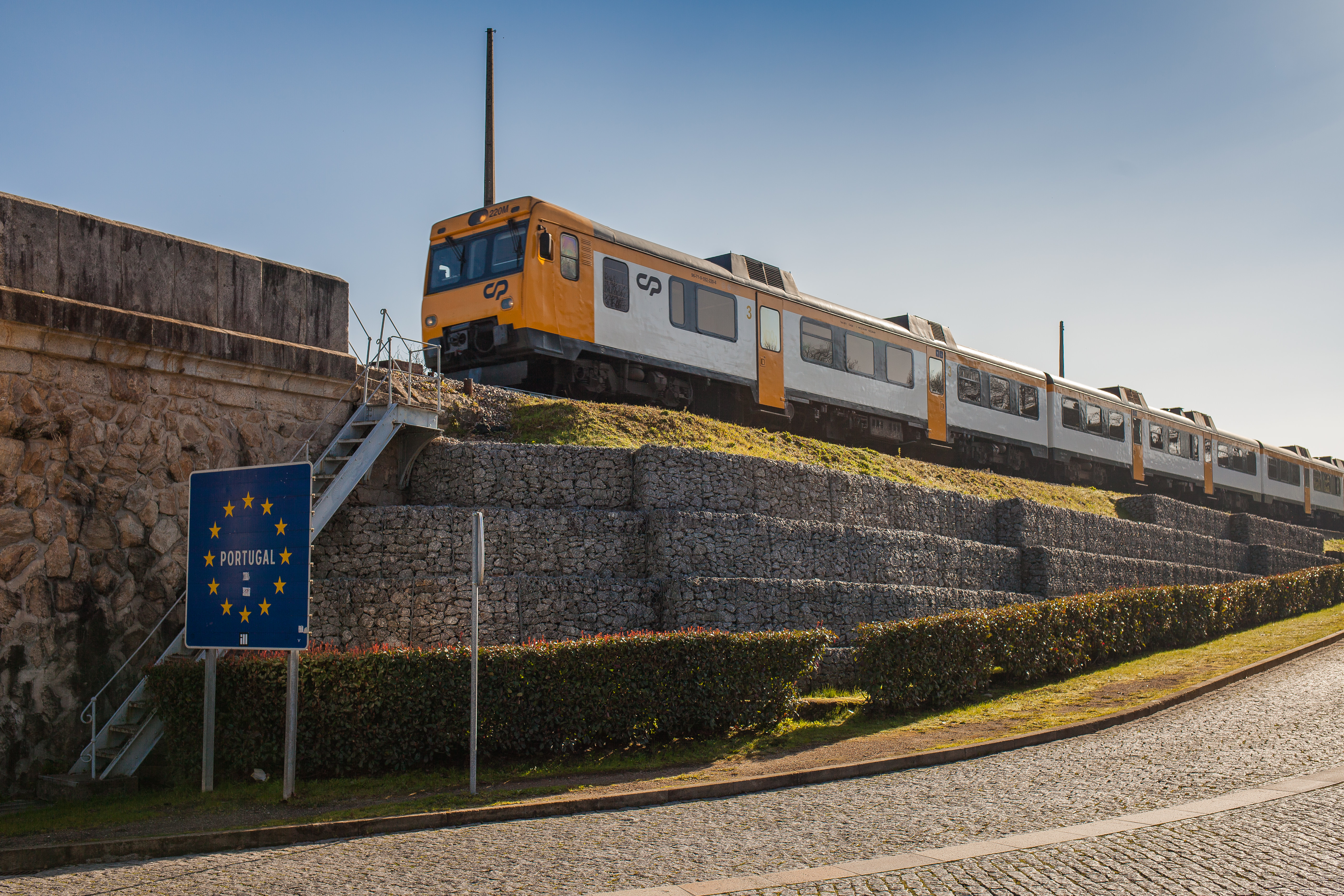
Puente internacional de Valença a Tuy, se ve un tren de CP cruzando hacia España.
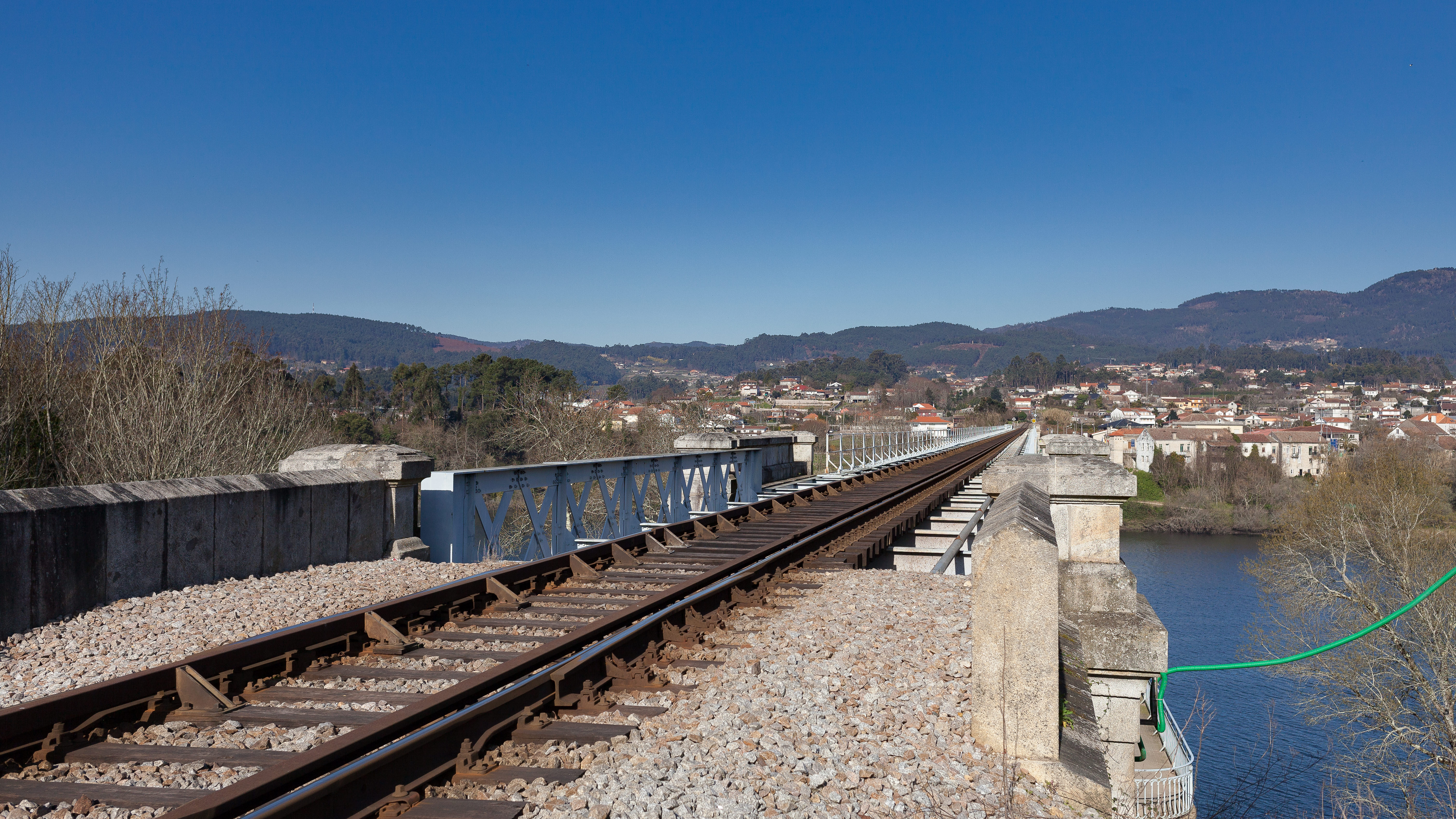
Puente internacional de Valença a Tuy, se ve la parterior, la cual es por donde circulan los trenes.